# Duncan McDougall
Duncan McDougall (* 14. März 1959 in Aylesbury) ist ein ehemaliger britischer Ruderer, der 1980 die olympische Silbermedaille im Achter gewann.

## Karriere
Duncan McDougall belegte 1976 mit dem britischen Zweier ohne Steuermann den elften Platz bei den Junioren-Weltmeisterschaften. 1977 war er Sechster im Vierer mit Steuermann.
Drei Jahre später bei den Olympischen Spielen 1980 in Moskau bestand der britische Achter aus Duncan McDougall, Allan Whitwell, Henry Clay, Chris Mahoney, Andrew Justice, John Pritchard, Malcolm McGowan, Richard Stanhope und Steuermann Colin Moynihan. Die Briten belegten im Vorlauf den zweiten Platz hinter dem sowjetischen Achter und im Hoffnungslauf den zweiten Platz hinter dem australischen Achter. Im Finale siegte der Achter aus der DDR mit fast drei Sekunden Vorsprung vor den Briten, die ihrerseits 0,74 Sekunden Vorsprung auf den sowjetischen Achter hatten.
1982 ruderte McDougall mit dem britischen Achter auf den achten Platz bei den Weltmeisterschaften in Luzern. Bei den Olympischen Spielen 1984 in Los Angeles bildeten Duncan McDougall, Chris Mahoney, Salih Hassan, Clive Roberts, Adam Clift, John Pritchard, Malcolm MacGowan, Allan Whitwell und Colin Moynihan den britischen Achter. Die Crew belegte den dritten Platz im Vorlauf und im Hoffnungslauf. Im Finale erreichten die Briten den fünften Platz mit fast vier Sekunden Rückstand auf die drittplatzierten Australier.